# Batej Brojde

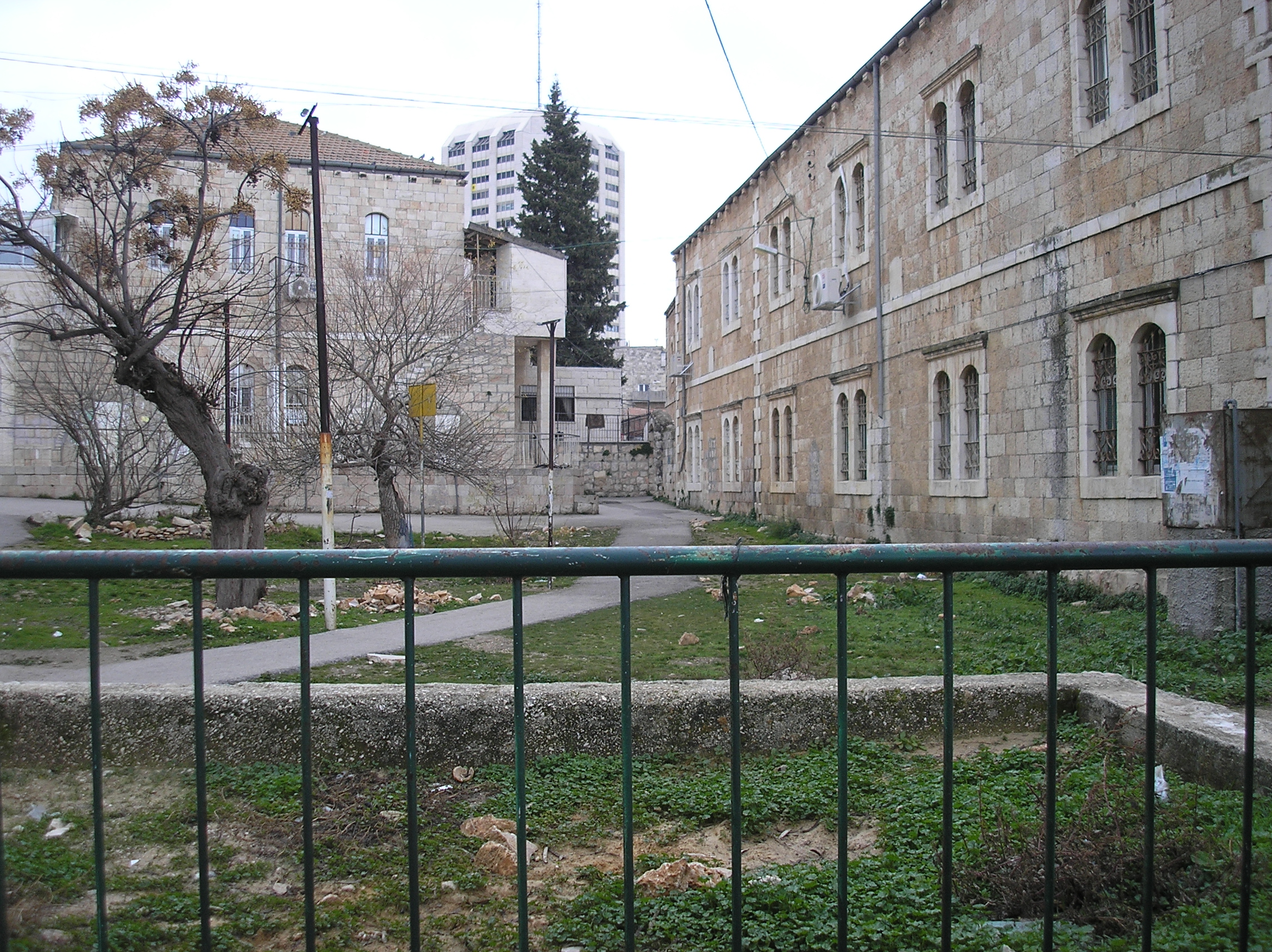
Zástavba v Batej Brojde

Batej Brojde (hebrejsky: בתי ברוידא, doslova Brojdeho domy, oficiálně Ohlej Ja'akov, אהלי יעקב, doslova Ja'akovovy stany) je městská čtvrť v centrální části Jeruzaléma v Izraeli.

## Geografie
Je součástí širšího zastavěného distriktu zvaného Lev ha-ir (Střed města), který zaujímá centrální oblast Západního Jeruzaléma a v jeho rámci tvoří společně s dalšími ultraortodoxními bytovými komplexy v blízkém okolí soubor sedmi takových malých čtvrtí, nazývaných v jidiš der Steterlach. Zároveň stojí nedaleko čtvrti Nachla'ot, která je sama složena z mnoha menších bytových souborů. Leží nedaleko od ulice Rechov Tavor v nadmořské výšce přes 800 metrů, cca 1,5 kilometru západně od Starého Města. Populace čtvrti je židovská.

## Dějiny
Čtvrť má podobu nevelkého komplexu domů soustředěných okolo centrálního dvora. Vznikla v roce 1902 díky příspěvku, který poskytl Ja'akov Brojde z Varšavy. Ja'akov Brojde byl zakladatelem spolku Menucha ve-nachala. Patřil rovněž mezi zakladatele jeruzalémské čtvrti Rechavja. V tomto případě ale přispěl vlastními penězi s cílem mít v Jeruzalémě čtvrť pojmenovanou po sobě. Vyrostlo tu 26 bytů. Mělo jít o bydlení pro nábožensky založené Židy, kteří se chtějí věnovat celodenně studiu Tóry. Charakter obyvatelstva se od té doby nezměnil. Stále jde o ultraortodoxní židovskou čtvrť směru Mitnagdim. V tomto bytovém komplexu stojí synagoga Kehilat Ja'akov.
Sedm ultraortodoxních bytových komplexů, jejichž součástí je i tento, vznikalo od konce 19. století (prvním byl Kneset Jisra'el Alef v roce 1893) z iniciativy rabína Šmu'ela Salanta a jeho tajemníka, rabína Naftali Cvi Poruše. Původně se uvažovalo o jejich zbudování poblíž hrobky Šim'on ha-Cadik, ale nakonec byly zakoupeny pozemky poblíž čtvrtí Mazkeret Moše a Ohel Moše. Šlo o součást širšího trendu Útěk z hradeb, kdy židovská populace opouštěla přelidněné Staré Město.